# TOI-811
TOI-811 — двойная звезда в созвездии Голубя на расстоянии около 909 световых лет (около 279 парсек) от Солнца. Видимая звёздная величина звезды — +11,308m. Возраст звезды определён как около 3,184 млрд лет.
В 2020 году командой астрономов, работающих в рамках проекта TESS, было объявлено об открытии коричневого карлика TOI-811 b.

## Характеристики
Первый компонент — жёлтый карлик спектрального класса G. Масса — около 1,32 солнечной, радиус — около 1,27 солнечного, светимость — около 1,77 солнечной. Эффективная температура — около 5911 K.
Второй компонент (TOI-811 b) — коричневый карлик. Масса — около 59,9 юпитерианской, радиус — около 1,26 юпитерианского. Орбитальный период — около 25,16551 суток.